# Tapinothele astuta
Genre
Espèce
Tapinothele astuta, unique représentant du genre Tapinothele, est une espèce d'araignées aranéomorphes de la famille des Pisauridae.

## Distribution
Cette espèce est endémique d'Unguja en Tanzanie.

## Description
La femelle holotype mesure 8 mm.

## Publication originale
- Simon, 1898 : Histoire naturelle des araignées. Paris, vol. 2, p. 193-380 (texte intégral).